# Edward Pritchard Gee
Edward Pritchard Gee (1904 – 1968) è stato un piantatore di tè ed un naturalista amatoriale dell'Assam, in India.

## Biografia
È noto per aver scoperto la specie di langur che porta il suo nome, il presbite dorato di Gee. Dette un notevole contributo allo sviluppo della politica conservazionista indiana, allora ai primi passi. Tra le sue pubblicazioni ricordiamo il libro The Wildlife of India.